# Carlos Delgado Ferreiro
Carlos Delgado Ferreiro (Portugalete, Vizcaya, País Vasco, España, 9 de julio de 1970), conocido como Delgado Ferreiro, es un exárbitro de fútbol español de la Primera División de España. Pertenece al Comité de Árbitros del País Vasco.

## Trayectoria
Consigue el ascenso a Primera División de España en la temporada 2006/07. Debutó en Primera División de España el 29 de agosto de 2006 en el Estadio Ramón Sánchez Pizjuán en el partido Sevilla Fútbol Club contra la Levante Unión Deportiva (4-0).
Se retiró en la temporada 2013/14. El último encuentro que dirigió fue el Granada Club de Fútbol-Fútbol Club Barcelona (1-0) el 12 de abril de 2014.

## Temporadas
| Categoría            | País   | Año       |
| -------------------- | ------ | --------- |
| Tercera División     | España | 1992-2000 |
| Segunda División "B" | España | 2000-2002 |
| Segunda División     | España | 2002-2006 |
| Primera División     | España | 2006-2014 |

## Premios
- Trofeo Guruceta (1): 2012
- Silbato de oro de Segunda División (1): 2005